# Ara funeraria di Iulia Graphis

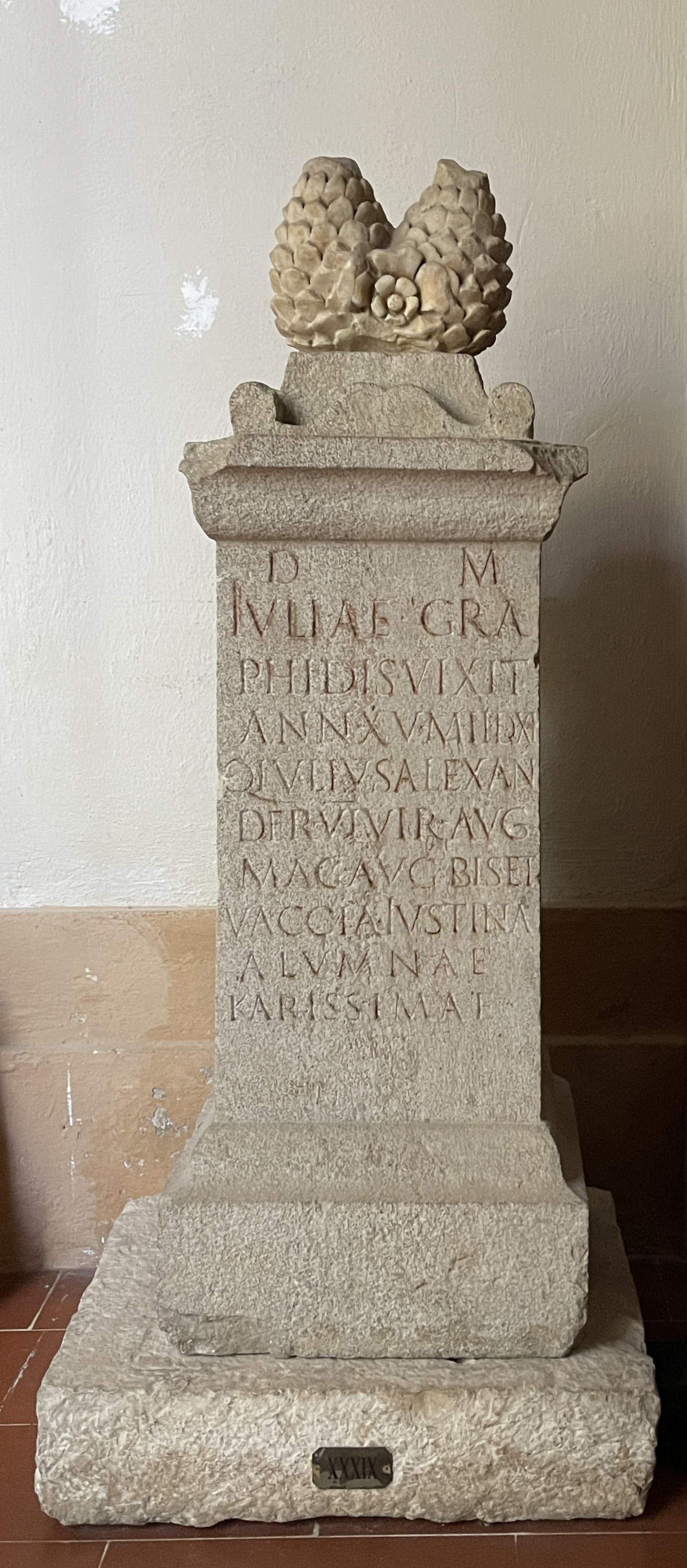
Lapide di Iulia Graphis nel Portico dei Marmi di Palazzo dei Musei di Reggio Emilia

L'ara funeraria di Iulia Graphis è un monumento funebre in marmo bianco del II sec. d.C. proveniente dall'area di Brescello e conservato nel Portico dei Marmi del Palazzo dei Musei di Reggio Emilia.

## Descrizione
Il monumento funebre viene dedicato da Quintus Iulius Alexander, che faceva parte del collegio dei seviri e ne era il capo, eletto per ben due mandati, e da Vaccia Iustina, forse sua moglie. La defunta, Iulia Graphis, potrebbe essere la stessa ragazza che compare in un altro monumento funerario esposto nel Portico dei Marmi. Il suo nome è composto dal nome semplice che aveva da schiava, Graphis, e dal nomen Iulia, che è quello della gens di cui entra a far parte come liberta di Alexander. Graphis fu molto amata dai suoi padroni, quasi come una figlia: alumna era infatti un termine che a volte era utilizzato per gli schiavi nati in casa e cresciuti come membri della famiglia a tutti gli effetti.

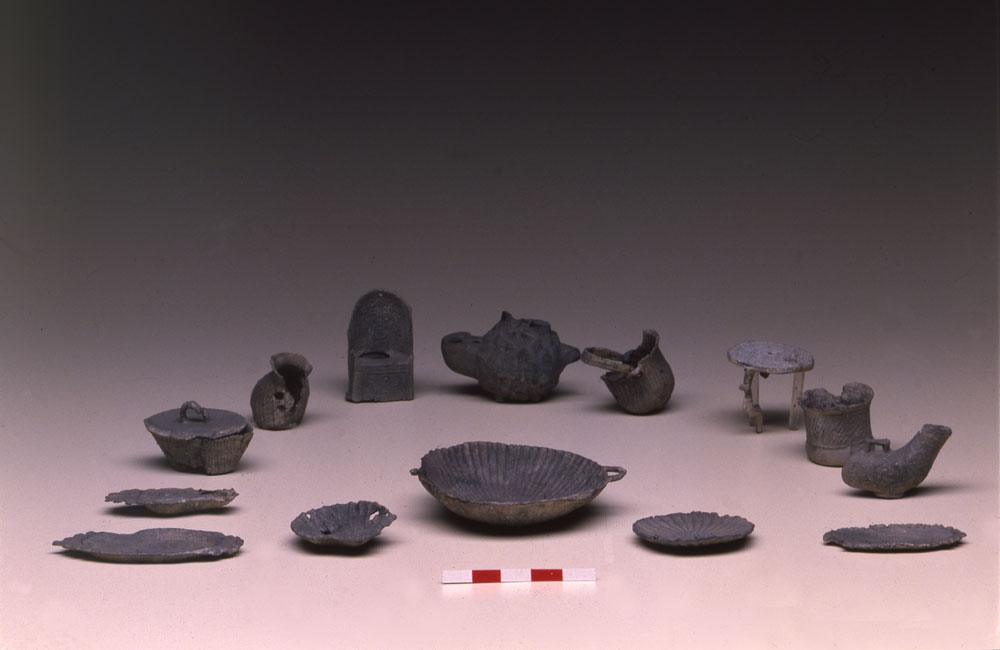
Giocattoli di Iulia Graphis

Palazzo dei Musei conserva, nel Museo Chierici di Paletnologia, anche il corredo funerario pertinente alla tomba, costituito da dei giocattoli in piombo.

## Iscrizione
Iuliae Gra

phidis vixit

ann(os) XV m(enses) II d(ies) XI

Q(uintus) Iulius Alexan

der Vivir Aug(ustalis)

Mag(ister) Aug(ustalis) bis et

Vaccia Iustina

alumnae

karissimae»
di Giulia Grafide 

[che] visse quindici anni,

due mesi e undici giorni.
 
Quinto Giulio Alessandro,

seviro Augustale e 

Maestro degli Augustali per la seconda volta, e 

Vaccia Giustina [dedicarono questo monumento]

a [Giulia Grafide], alunna

carissima»